# Salsa rosa
Pour plus de détails, voir Fiche technique et Distribution.
Salsa rosa est un film espagnol réalisé par Manuel Gómez Pereira, sorti en 1992.

## Synopsis
Ana et Koro décident de tester la fidélité dans leurs maris respectifs en tentant de séduire l'époux de l'autre.

## Fiche technique
- Titre : Salsa rosa
- Réalisation : Manuel Gómez Pereira
- Scénario : Yolanda García Serrano, Manuel Gómez Pereira, Juan Luis Iborra et Joaquín Oristrell
- Musique : El Combo Belga
- Photographie : Fernando Arribas
- Montage : Guillermo Represa
- Production : César Benítez et Carlos Orengo
- Société de production : Audiovisuales Nebli et Cristal Producciones Cinematográficas
- Pays :  Espagne
- Genre : Comédie
- Durée : 86 minutes
- Dates de sortie : 
  -  Espagne : 23 janvier 1992

## Distribution
- Verónica Forqué : Ana
- Maribel Verdú : Koro
- Juanjo Puigcorbé : Tomás
- José Coronado : Rosario
- Julieta Serrano : Mariluz
- Fernando Colomo : Vecino
- Gabriel Garbisu : Ventura
- Cora Tiedra : María

## Distinctions
Le film a été nommé au prix Goya du meilleur nouveau réalisateur.